# Darapsa
Darapsa o Drapsaca o Adraspa, és una ciutat de Bactriana esmentada per alguns autors clàssics entre els quals Estrabó.
Els erudits pensen que es tractaria de la moderna Kunduz.